# Philotheca salsolifolia
Philotheca salsolifolia är en vinruteväxtart. Philotheca salsolifolia ingår i släktet Philotheca och familjen vinruteväxter.

## Underarter
Arten delas in i följande underarter:
- P. s. pedicellata
- P. s. salsolifolia